# 尼玛乡 (班戈县)
尼玛乡（藏語：ཉི་མ་），是中华人民共和国西藏自治区那曲市班戈县下辖的一个乡镇级行政单位。

## 行政区划
尼玛乡下辖以下地区：
吾前村、杂空村、达果村、塞龙村、下地村、琼果村、尼德村和沙吉村。